# Sentiment
Pour les articles homonymes, voir Sentiment (homonymie).
Le sentiment est la composante de l'émotion qui implique les fonctions cognitives de l'organisme, la manière d'apprécier. Le sentiment est à l'origine d'une connaissance immédiate ou d'une simple impression. Il renvoie à la perception de l'état physiologique du moment. Le sens psychologique de sentiment qui comprend un état affectif est à distinguer du sens propre de la sensibilité.

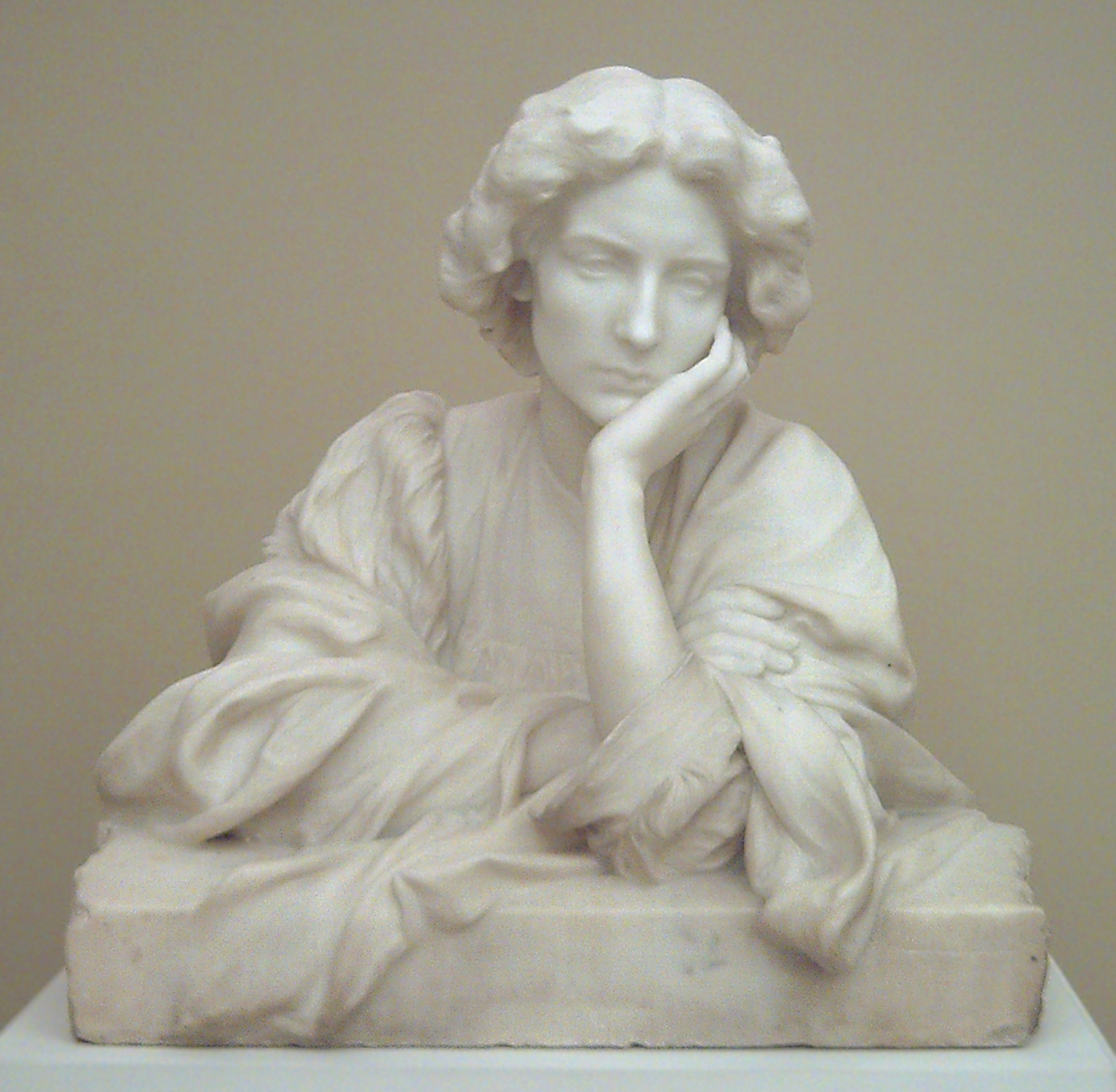
Sensitive (M. Blay, 1910).

## Mode de raisonnement
Le sentiment est un élément très fort dans les modes de pensée, au point qu'il apparaît dominant dans certains raisonnements.
- « Tout notre raisonnement se réduit à céder au sentiment. Mais la fantaisie est semblable et contraire au sentiment ; de sorte qu'on ne peut distinguer entre ces contraires. L'un dit que mon sentiment est fantaisie, l'autre que sa fantaisie est sentiment. Il faudrait avoir une règle. La raison s'offre mais elle est ployable à tous sens.» [1] Blaise Pascal.

## Différenciation entre une émotion et un sentiment
Une émotion peut être différenciée d'un sentiment, sur deux autres aspects :
- par le biais du facteur de la temporalité. En effet, une émotion est une réaction affective brève, qui peut être de différentes natures. Celle-ci est ressentie à la suite d'un stimulus extérieur, provenant donc de l'environnement. Un sentiment se distingue par le fait que son ressenti soit quant à lui durable dans le temps[2] ;
- le second facteur différenciatif est qu'un sentiment peut être influencé par certains facteurs propres à l'individu qui le ressent, comme pour exemple les expériences personnelles. À l'inverse d'une émotion, qui par son caractère vif et spontané, ne peut se voir que plus difficilement influencé par des facteurs liés à l'individu[3].

## Citations diverses
- « N'est-ce pas précisément cela "comprendre" ? Sentir qu'on saisit l'indéfinissable, l'indispensable. »[4] Anne Lagardère.

- « Le sentiment est la perception du corps réel modifié par l'émotion. » William James, 1884, What is an emotion ?[Note 1],[5],[6],[7].

- « Dans notre monde, il n'y aura plus de sentiments sauf la peur, la rage, le triomphe et l'auto-humiliation. Tout le reste, nous le détruirons - tout. » (George Orwell, 1984) [8]